# Jožef Holpert
Jožef Holpert, född den 13 mars 1961 i Bezdan, Jugoslavien, är en jugoslavisk handbollsspelare.
Han tog OS-brons i herrarnas turnering i samband med de olympiska handbollstävlingarna 1988 i Seoul.